# 馬可·杜特拉
馬可·杜特拉（葡萄牙語：Marco Dutra）是巴西電影工作者。

## 生平
2017年，他與胡莉安娜·羅哈思合導的狼人題材電影《血色搖籃曲》於盧卡諾影展獲得評審團特別獎；2020年，他以《咖啡莊園的亡靈》進入第70屆柏林影展正式競賽單元。

## 電影作品
- 2011年：《苦差事》(Trabalhar Cansa；與胡莉安娜·羅哈思（葡萄牙語：Juliana Rojas）合導)
- 2014年：《生前之日》(Quando Eu Era Vivo)
- 2016年：《天空之默》(O Silêncio do Céu)
- 2017年：《血色搖籃曲》(As Boas Maneiras；與胡莉安娜·羅哈思（葡萄牙語：Juliana Rojas）合導)
- 2020年：《咖啡莊園的亡靈（英语：All the Dead Ones）》(Todos os mortos；與Caetano Gotardo合導)

## 外部連結
- 馬可·杜特拉在互联网电影资料库（IMDb）上的資料（英文）